# Kumbi
Kumbi är en ort i Indien.   Den ligger i distriktet Bishnupur och delstaten Manipur, i den östra delen av landet, 1 700 km öster om huvudstaden New Delhi. Kumbi ligger 774 meter över havet och antalet invånare är 7 947.
Terrängen runt Kumbi är platt åt nordost, men åt sydväst är den kuperad. Runt Kumbi är det tätbefolkat, med 613 invånare per kvadratkilometer. Närmaste större samhälle är Churāchāndpur, 18,2 km sydväst om Kumbi. Trakten runt Kumbi består till största delen av jordbruksmark.